# François Vergucht
François Vergucht (1887 – ?) va ser un remer belga que va competir a començaments del segle xx. El 1908 va prendre part en els Jocs Olímpics de Londres, on guanyà la medalla de plata en la competició del vuit amb timoner del programa de rem.